# Distrito de Mid Úlster
El distrito de Mid Úlster es un distrito local gubernamental de Irlanda del Norte. Fue creado el 1 de abril de 2015, y comprende partes de los condados de Derry, Tyrone y Armagh.
Se encuentra en el centro de Irlanda del Norte, próximo al lago Neagh y al oeste de Belfast.

## Ciudades y pueblos
Pueblos y ciudades del distrito:
- Aghaginduff / Cabragh 374
- Annaghmore 870
- Ardboe 687
- Augher 305
- Aughnacloy 1,041
- Ballinderry 345
- Ballygawley 711
- Ballylifford 135
- Ballymaguigan 228
- Ballynakilly 243
- Ballyronan 568
- Bellaghy 1,115
- Benburb 409
- Brockagh / Mountjoy 299
- Caledon 468
- Cappagh 53
- Castlecaulfield 659
- Castledawson 2,292
- Churchtown 107
- Clady 567
- Clogher 709
- Coagh 662
- Coalisland 5,700
- Cookstown 11,620
- Creagh 308
- Culnady 162
- Curran 125
- Dernagh / Clonoe 308
- Desertmartin 273
- Donaghmore 1,122
- Drapersfield 98
- Draperstown 1,772
- Drummullan 174
- Dungannon 14,332
- Dunman 53
- Dunnamore 119
- Edendork 230
- Eglish 492
- Fivemiletown 1,243
- Galbally 179
- Glen 132
- Glenone 403
- Granville 300
- Gulladuff 593
- Innishrush 95
- Killen 407
- Killyman 682
- Knockcloghrim 198
- Longfield 91
- Maghera 4,217
- Magherafelt 8,819
- Moneymore 1,897
- Moneyneany 171
- Moortown 521
- Moy 1,603
- Newmills 556
- Orritor 147
- Pomeroy 789
- Sandholes 126
- Stewartstown 650
- Straw 353
- Swatragh 438
- Tamlaght 170
- Tamnamore 269
- The Bush 484
- The Loup 220
- The Rock 114
- Tobermore 823
- Tullyhogue 193
- Upperlands 561